# حرية الشعوب
الحرية، (بالإنجليزية: Freedom)‏، بشكل عام يمكن تعريف الحرية، على أنها القدرة على التصرف أو التغيير دون قيد أو شرط.
في الفلسفة، والدين، ترتبط الحرية، بالإرادة الحرة، والوجود، بدون قيود غير مبررة، أو غير عادلة، أو استعباد، وهي فكرة مرتبطة ارتباطًا وثيقًا بمفهوم الحرية.

## الإرادة الحرة
في الخطاب الفلسفي، تتم مناقشة الحرية، في سياق الإرادة الحرة، وتقرير المصير، متوازنة مع المسؤولية الأخلاقية.
يعتبر المدافعون عن الإرادة الحرة، أن حرية الفكر فطرية في العقل البشري، بينما ينظر المعارضون إلى العقل، على أنه مجرد التفكير، في الأفكار التي يصادفها، في ذلك الوقت.

## الشخصية و الاجتماعية

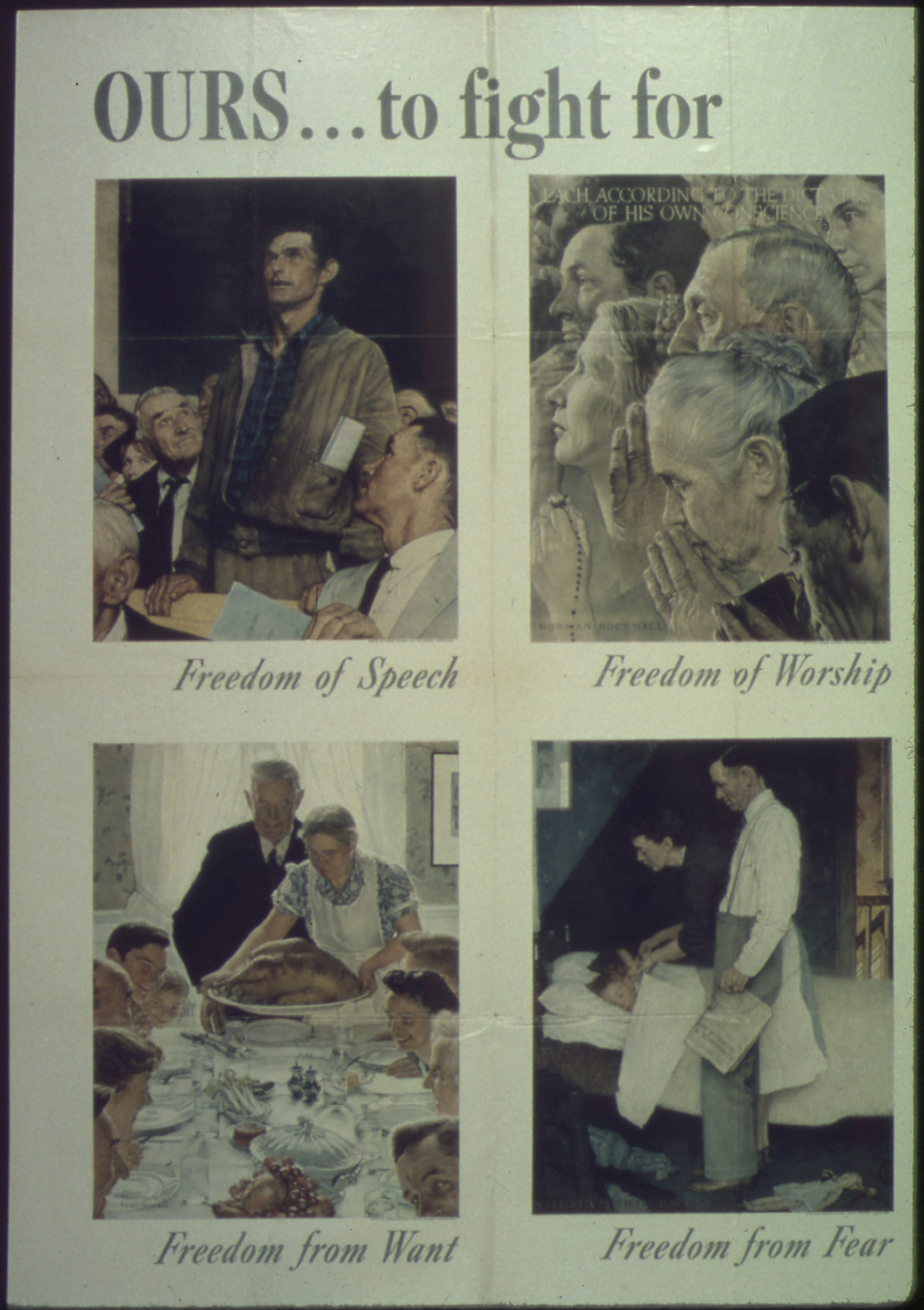
الحريات الأربع، سلسلة من اللوحات يعني لوصف الحريات التي المتحالفة الأمم قاتلوا في الحرب العالمية الثانية.

في الخطاب السياسي، غالبًا ما ترتبط الحرية السياسية، بالحرية والإستقلال الذاتي، بمعنى "إعطاء المرء لنفسه قوانينه الخاصة"، مع التمتع بالحقوق، والحريات المدنية، التي يمارسها دون تدخل غير مبرر من الدولة.
تشمل أنواع الحرية السياسية التي يتم مناقشتها بشكل متكرر حرية التجمع، وحرية التنظيم، وحرية الاختيار، وحرية التعبير.

## الحرية مفهوم مادي
من الناحية المادية البحتة، تُستخدم الحرية على نطاق أوسع لوصف الحدود التي يمكن أن تكون فيها الحركة الجسدية، أو العمليات الفيزيائية الأخرى ممكنة. ويتعلق هذا، بالمفهوم الفلسفي إلى الحد الذي يمكن فيه اعتبار الناس يتمتعون بقدر من الحرية، بقدر ما يمكنهم جسديًا ممارستها.
يوصف عدد المتغيرات أو المعلمات المستقلة لنظام ما على أنه عدد درجات الحرية. على سبيل المثال، تتمتع حركة السيارة على طول الطريق بدرجتين من الحرية؛ للذهاب بسرعة أو ببطء، أو لتغيير الاتجاه عن طريق الانعطاف إلى اليسار أو اليمين. تتمتع حركة سفينة تبحر على الأمواج بأربع درجات من الحرية، حيث يمكنها أيضًا أن تميل من الأنف إلى الذيل، وتتدحرج من جانب إلى آخر. يمكن للطائرة أيضًا التسلق والانزلاق الجانبي، مما يمنحها ست درجات من الحرية.

## الحرية رياضيا
الحرية في الرياضيات، هي قدرة المتغير على التغيير في القيمة. بعض المعادلات لها العديد من هذه المتغيرات.
تم إضفاء الطابع الرسمي على هذا المفهوم، باعتباره بُعدًا متنوعًا جبريًا. عندما يتم استخدام درجات الحرية بدلاً من البعد، فإن هذا يعني عادةً أن المتنوع أو التنوع الذي يمثل النظام محددًا ضمنيًا فقط.
تظهر درجات الحرية، هذه في العديد من التخصصات الرياضية والمتعلقة، بما في ذلك درجات الحرية المستخدمة في الفيزياء، والكيمياء، لشرح الاعتماد على الوسيط، أو البعد أو فضاء الطور ودرجات الحرية في الإحصاء، وعدد القيم في الحساب النهائي للإحصاء، التي تكون حرة في التغيير.